# GSC2713-2426
GSC2713-2426 — хімічно пекулярна зоря спектрального класу A2, що має видиму зоряну величину в смузі V приблизно 11,4.

## Пекулярний хімічний склад
Зоряна атмосфера GSC2713-2426 має підвищений вміст 
Si
.